# Победа (област Добрич)
Вижте пояснителната страница за други значения на Победа.
Победа е село в Североизточна България. То се намира в община Добричка, област Добрич.

## География
Село Победа се намира източно от град Добрич в равнинна местност. Духат постоянни ветрове, по-често северни и северозападни. Почвата е чернозем богат и плодоносен, даващ богата реколта от зърнени култури. Районът е известен с това, че много рядко валят градушки. Цялото землище е опасано с полезащитни пояси с цел предпазване на почвата от природни стихии. Има плитки подпочвени води до 5-7 м.

## История
Предполага се, че в района северно или североизточно от днешното село се разполага римско селище, наричано Скопис. Установени са и находки от римски монети из дворовете на настоящото село.
По време на османската власт селото се нарича Геленджик. През 1811 година 631 души в 100 семейства напускат селото и се преселват в Южна Бесарабия, където основават сегашното село Бешгьоз
През 1888 г. в Геленджик функционира 12-членен общински съвет. Под румънско управление по време на Първата световна война през август 1916 г. от селото насилствено са интернирани в Молдова 43-ма етнически българи от мъжки пол на възраст от 15 до 78 г. На 5 септември 1916 г. при Добричката епопея, сили на Антантата - румънци и руси влизат в селото и стигнат на 100-200 м от българските окопи. Вечерта ген. Кантарджиев заповядва атака. Българите атакуват и с удар „на нож“ прогонват врага и освобождават Геленджик. Схватки става и по улиците селото. Противникът е отблъснат независимо от численото превъзходство на руските и румънски войски. В боевете участва Осми пехотен приморски полк с командващ полк. Панайот Минков. Офицерът е тежко ранен и умира в болница в София на 29 септември 1916 г. В негова памет съседното село носи името Полковник Минково. На 7 септември военният успех на българската армия е затвърден и развит от конницата на ген. Иван Колев. И до днес при обработка на земята и при строежи в Победа се срещат останки – гилзи, кости, части от дрехи, свидетелстващи за драматичните събития преди 90 години. Според историци край селото са погребани загинали български войници. 
По време на възстановеното румънско господство над Добруджа през 1929 г. от страна на местни жител в селото са регистрирани оплаквания до общинската управа, свързвани с прокарването денационализаторска политика.
След подписването на Крайовската спогодба през 1940 г.  Южна Добруджа и Геленджик са върнати в границите на Царство България. В чест на славната победа ню ген. Кантарджиев селото получава настоящото си име през 1942 г. През социалистическия период толбухинското село е преименувано на Димитър Ганево, но  от 1948 до 1957 г. познатото име е запазено в названието на местното ТКЗС „Победа”..

## Население
Преброяване на населението през 2011 г.
Численост и дял на етническите групи според преброяването на населението през 2011 г.:
|                     | Численост | Дял (в %) |
| Общо                | 916       | 100,00    |
| Българи             | 509       | 55,56     |
| Турци               | 20        | 2,18      |
| Цигани              | 290       | 31,65     |
| Други               | 6         | 0,65      |
| Не се самоопределят | 5         | 0,54      |
| Неотговорили        | 86        | 9,38      |